# Sceliages gagates
Sceliages gagates là một loài bọ cánh cứng trong họ Bọ hung (Scarabaeidae).